# 六線列牙鯻
六線列牙鯻（学名：Pelates sexlineatus），又名雞仔魚，为鯻科牙鯻屬下的一个种。